# A Twist of Fate
A Twist of Fate è un EP di John Arch, pubblicato il 17 giugno 2003 dalla Metal Blade Records. È il primo album del cantante dopo aver lasciato, nel 1987, il gruppo progressive metal Fates Warning con il quale registrò i primi tre dischi,  diciassette anni dopo la pubblicazione di Awaken the Guardian. A Twist of Fate vede la partecipazione del chitarrista e membro fondatore dei Fates Warning Jim Matheos, dell'allora batterista della progressive metal band Dream Theater, Mike Portnoy e del bassista dei Fates Warning, Joey Vera. John Arch e Jim Matheos collaborano di nuovo insieme con il nome Arch/Matheos, pubblicando l'album Sympathetic Resonance nel 2011

## Tracce
1. Relentless – 12:25 (Arch, Matheos)
2. Cheyenne – 15:36 (Arch)

## Formazione
- John Arch - voce
- Jim Matheos - chitarra, tastiere
- Joey Vera - basso
- Mike Portnoy - batteria